# سيد ستوري
سيد ستوري (بالإنجليزية: Sid Storey)‏ (25 ديسمبر 1919 في المملكة المتحدة - 6 أبريل 2010 في المملكة المتحدة) هو لاعب كرة قدم بريطاني (وحمل سابقاً جنسية المملكة المتحدة لبريطانيا العظمى وأيرلندا) في مركز مهاجم داخلي. لعب مع نادي بارنسلي ونادي يورك سيتي وهدرسفيلد تاون وWombwell Town F.C. (1945) ‏ وGrimethorpe Athletic F.C. ‏ وأكرينجتون ستانلي ‏ ونادي برادفورد بارك أفنيو.